# Cornelius Gurlitt (kunstsamler)
 Der er flere personer med dette navn, se Cornelius Gurlitt.
Rolf Nikolaus Cornelius Gurlitt (født 28. december 1932 i Hamborg, død 6. maj 2014 i München) var en tysk kunstsamler. Gurlitt var søn af Hildebrand Gurlitt, der samlede kunst for Adolf Hitler til hans museum i Linz. Cornelius Gurlitt betegnes som eneboer i München og havde levet uden at komme i myndighedernes søgelys. Han havde aldrig haft arbejde, havde aldrig betalt skat eller modtaget sociale ydelser, og han havde ved sin død hverken familie eller arvinger. Hans søster, Benita, var død i 2012.
I 2013 fandt de tyske myndigheder 1.500 kunstværker til syv milliarder kroner, som benævnes Gurlittsamlingen, i en lejlighed i München. Nogle stammede fra nazisternes plyndringer under 2. verdenskrig. Ejeren af lejligheden viste sig at være Cornelius Gurlitt. Kunstværkerne var en værdifuld arv efter hans far. Desuden opbevarede han også kunstværker i et hus i den østrigske by Salzburg.
Gurlitt havde holdt sin kunstsamling hemmelig for alle, og levede af engang imellem at sælge et kunstværk i Schweiz. Det var på vej hjem fra et af disse salg, han blev afsløret af en tolder i toget. Han var i besiddelse af en stor mængde penge.
Cornelius Gurlitt døde i 2014, uden familie, og havde testamenteret hele sin kunstsamling til kunstmuseum Bern.